# لاميناريا باهتة
لاميناريا باهتة (الاسم العلمي: Laminaria pallida) هو نوع من الطلائعيات يتبع جنس اللاميناريا من فصيلة اللامينارية.